# USS Zeilin (DD-313)
Lo USS Zeilin (hull classification symbol DD-313) è stato un cacciatorpediniere di classe Clemson, prima nave della Marina degli Stati Uniti a prendere il nome dal brigadier generale Jacob Zeilin, settimo comandante del Corpo dei Marines degli Stati Uniti, dal 1864 al 1876.
Il contratto di costruzione venne assegnato alla Bethlehem Shipbuilding Corporation di San Francisco, California, e l'impostazione della chiglia avvenne il 20 febbraio 1919. Il varo avvenne il 28 maggio dello stesso anno, sotto il patrocinio del signora William P. Lindley, ed entrò in servizio 10 dicembre 1920.

## Descrizione
La classe Clemson fu una ripetizione della precedente classe Wickes sebbene fosse stata aggiunta una maggiore capacità di carburante. Le navi avevano un dislocamento di 1.311 tonnellate a carico standard e 1.411 tonnellate a pieno carico. Avevano una lunghezza complessiva di 95,8 metri, una larghezza di 9,4 m e un pescaggio di 3,1 m. Avevano un equipaggio di 6 ufficiali e 108 uomini arruolati.
Le prestazioni differivano radicalmente tra le navi della classe, spesso a causa della scarsa lavorazione. I vascelli della classe Clemson erano alimentati da due turbine a vapore fornito da quattro caldaie a tubi d'acqua. Le turbine vennero progettate per produrre un totale di 27.000 cavalli all'albero (20.000 kW) destinati a raggiungere una velocità di 35 nodi. Le navi trasportavano un massimo di 371 tonnellate di olio combustibile che avrebbe dovuto fornire loro un'autonomia di 2.500 miglia nautiche (4.600 km) a 20 nodi.
Le navi erano armate con quattro cannoni da 102 mm su installazioni singole ed erano dotate di due cannoni da 1 libbra per la difesa antiaerea. In molte navi la carenza di cannoni da 1 libbra costrinse la loro sostituzione con cannoni da 76 mm. La loro arma principale, tuttavia, era la batteria di siluri composta da una dozzina di tubi lanciasiluri da 21 pollici (533 mm) posti su quattro supporti tripli. Portavano anche un paio di binari per cariche di profondità. Un lanciatore di cariche di profondità "Y-gun" venne aggiunto a molte navi.

## Storia
In seguito alle prove in mare, entrò in servizio 10 dicembre 1920 sotto l'allora tenente comandante James Moore al comando. Successivamente venne assegnato alla 33esima Divisione dell'11esimo squadrone cacciatorpediniere della Battle Force, con sede a San Diego, California. Per i successivi nove anni operò da quel porto, conducendo manovre con la flotta e addestrandosi con navi indipendenti. Il 27 luglio 1923 subì gravi danni a causa di una collisione nella nebbia nel Puget Sound con la nave da trasporto truppe Henderson, che in quel momento aveva a bordo il presidente Harding. In seguito alle riparazioni, riprese il servizio con il Battle Force Destroyers.
Il 22 gennaio 1930, a San Diego, fu posto il disarmo dello USS Zeilin. Il suo nome fu cancellato dal registro del naviglio militare l'8 luglio dello stesso anno e successivamente fu demolito dalla Marina.
Nel 1935 il cacciatorpediniere venne rappresentato in azione in un breve filmato nella sequenza di apertura del film comico Miss Pacific Fleet.

## Comandanti
Lista di comandanti dell'USS Zeilin e relativa data di assunzione del comando:
1. Tenente comandante James Denis Moore: 10 dicembre 1920;
2. Tenente Arthur Francis Peterson: 6 ottobre 1921;
3. Tenente comandante Henry Gilbert Shonerd: 18 novembre 1921;
4. Tenente comandante John Horace Everson: 29 ottobre 1923;
5. Comandante Herbert Bernard Riebe: 20 novembre 1926;
6. Tenente comandante Lybrand Palmer Smith: 24 giugno 1928;